# Feinchemikalie
Feinchemikalie bezeichnet eine Handelskategorie für chemische Reinstoffe. Es gibt eine sehr große Anzahl verschiedener Feinchemikalien. Eine scharfe Definition existiert nicht, aber häufige Merkmale sind
- die Herstellung in komplexen Synthesen, die mehrere Reaktionsschritte umfassen
- die Herstellung in geringen Mengen (nur wenige Tonnen oder manchmal auch nur einige Kilogramm pro Jahr)
- einen garantierten Reinheitsgrad mit konkreten Angaben über Art und Mengen von Verunreinigungen

Diese Charakteristiken verursachen auch einen deutlich höheren Preis im Vergleich zu Grundchemikalien. Die Hersteller vom Feinchemikalien gehören meistens zu den Spezialchemie-Unternehmen.
Verwendet werden Feinchemikalien unter anderem
- bei chemischen Synthesen in Laboratorien[1]
- bei chemischen Analysen in Laboratorien[1]
- als Lebensmittelzusätze (beispielsweise Vitamine und Mineralstoffe)
- als Rohstoffe bei der Herstellung von
  - pharmazeutischen Wirkstoffen
  - Polymeren (Additive)
  - Kosmetika
  - Waschmitteln bzw. deren Zusätze

Manche Feinchemikalien erfordern zur Herstellung oder Gewinnung (Beispiel: Extraktion von Naturstoffen) einen hohen Aufwand bei der Forschung, wenn neue Reaktionswege und Reinigungsverfahren notwendig werden. Eine Problematik vieler Feinchemikalien ist, dass die Art der Herstellung größere Mengen an Abfall verursachen kann, die Atomökonomie dann also schlecht ist. Beispielsweise führt die zunehmende Nachfrage nach enantiomerenreinen Stoffen oft zu einem steigenden Zwangsanfall an ungenutzten Nebenprodukten.